# James Moylan
James Moylan, né le 18 juillet 1962 à Guam, est un homme politique américain. Membre du Parti républicain, il est élu délégué du territoire américain de Guam à la Chambre des représentants des États-Unis depuis 2023.

## Biographie
Moylan étudie au lycée de Guam puis obtient un diplôme en justice pénale de l'université de Guam. Après avoir servi dans l'armée américaine, il travaille comme agent de probation et propriétaire d'entreprise.
De 2019 à 2023, il siège à l'Assemblée législative de Guam. 
Le 8 novembre 2022, il est élu délégué de Guam à la Chambre des représentants de Washington et prend ses fonctions le 3 janvier 2023. Il est réélu le 8 novembre 2024.